# Liste der Naturdenkmale in Belgershain

Wappen von Belgershain

Lage von Belgershain

In der Liste der Naturdenkmale in Belgershain werden die Einzel-Naturdenkmale, Geotope und Flächennaturdenkmale in der Gemeinde Belgershain im Landkreis Leipzig und ihren Ortsteilen Köhra, Rohrbach und Threna aufgeführt.
Bisher sind laut der angegebenen Quellen 0 Einzel-Naturdenkmal, 0 Geotope und 3 Flächennaturdenkmale bekannt und hier aufgelistet.

## Definition
„Gesetz über Naturschutz und Landschaftspflege (BNatSchG), § 28 Naturdenkmäler:
 Naturdenkmäler sind rechtsverbindlich festgesetzte Einzelschöpfungen der Natur oder entsprechende Flächen bis zu fünf Hektar, deren besonderer Schutz erforderlich ist
1. aus wissenschaftlichen, naturgeschichtlichen oder landeskundlichen Gründen oder
2. wegen ihrer Seltenheit, Eigenart oder Schönheit.“

„SächsNatSchG, § 18 Naturdenkmäler (zu § 28 BNatSchG):
1. Die Erklärung nach § 22 Abs. 1 BNatSchG von Teilen von Natur und Landschaft als Naturdenkmal erfolgt durch Rechtsverordnung oder Einzelanordnung.
2. Über § 28 Abs. 1 BNatSchG hinaus können Naturdenkmäler zur Sicherung von Lebensgemeinschaften oder Lebensstätten von im Bestand gefährdeten oder streng geschützten Arten festgesetzt werden.“

## Flächennaturdenkmale
Link zu einem Kartenansichtstool, um Koordinaten zu setzen.
| Bild                          | Bezeichnung                        | Lage                                          | Beschreibung | Datum      | Nummer   |
| ----------------------------- | ---------------------------------- | --------------------------------------------- | --- | ---------- | -------- |
| mehr Fotos \| Fotos hochladen | Wasserwerk Köhra                   | Köhra (51° 14′ 46,4″ N, 12° 33′ 40,7″ O)      | Wasserwerk Köhra (Fläche: 4,6 ha, Umfang: 935 m) ein naturbelassenes Auwaldgebiet am ehemaligen Wasserwerk („Hahneteich“) westlich von Köhra, an das sich im Westen das FND "Streuobstwiese Köhra" anschließt. Das Gebiet liegt im Landschaftsschutzgebiet "Partheaue" (l 32) | 03.03.1982 | l_la: 28 |
| mehr Fotos \| Fotos hochladen | Auewald am Wasserwerk II           | Köhra Threna (51° 16′ 2,1″ N, 12° 34′ 4,8″ O) | Auewald am Wasserwerk II (Fläche: 8,89 ha, Umfang: 1.582 m): geschütztes Auwaldgebiet am Flusslauf der Threne beim Wasserwerk II (westlich von Naunhof), wobei der westliche Teil zur Gemeinde Belgershain und der östliche Teil zur Gemeinde Naunhof (siehe) gehört. Das Gebiet befindet sich im EU-Vogelschutzgebiet "Laubwaldgebiete östlich Leipzig" (4641-451) und im Landschaftsschutzgebiet "Partheaue" (l 32). | 03.03.1982 | l_la: 35 |
| mehr Fotos \| Fotos hochladen | Streuobstwiese am Wasserwerk Köhra | Köhra (51° 14′ 45″ N, 12° 33′ 28,3″ O)        | Streuobstwiese am Wasserwerk Köhra (Fläche: 1,24 ha, Umfang: 467 m) offene Streuobstwiese westlich vom Auwald beim Wasserwerk Köhra (an der K8360 zwischen Belgershain und Köhra), das Gebiet befindet sich westlich der Ortslage Köhra im Landschaftsschutzgebiet "Partheaue" (l 32) | 21.11.1996 | l_la: 84 |